# Elas por Elas (phim truyền hình 2023)
Elas por Elas là một bộ phim truyền hình thuộc thể loại telenovela của Brasil được tạo ra bởi Cassiano Gabus Mendes. Bộ phim được trình chiếu trên TV Globo từ ngày 25 tháng 9 năm 2023 đến ngày 12 tháng 4 năm 2024. Phim có sự tham gia của dàn diễn viên Deborah Secco, Késia Estácio, Isabel Teixeira, Thalita Carauta, Mariana Santos, Karine Teles và Maria Clara Spinelli.

## Diễn viên
- Deborah Secco vai Lara
- Késia Estácio vai Thaís
- Isabel Teixeira vai Helena
- Mariana Santos vai Natália
- Thalita Carauta vai Adriana
- Karine Teles vai Carolina "Carol"
- Maria Clara Spinelli vai Renée
- Lázaro Ramos vai Mário Fofoca
- Cássio Gabus Mendes vai Otávio
- Mateus Solano vai Jonas
  - Dani Flomin vai young Jonas
- Alexandre Borges vai Pedro
- Marcos Caruso vai Sérgio
- Filipe Bragança vai Giovani
- Rayssa Bratillieri vai Isis
- Monique Alfradique vai Érica
- Valentina Herszage vai Cristina "Cris"
- Paula Cohen vai Miriam
- Luis Navarro vai Eduardo
- Claudia Mauro
- Paula Burlamaqui
- César Mello vai Wagner
- Mariah da Penha vai Raquel
- Cosme dos Santos vai Evilásio
- Castorine vai Yeda
- Mary Sheila
- Viétia Zangrandi
- Maria Ceiça vai Marlene
- Diego Cruz vai Aramis
- Bia Santana
- Kíria Malheiros
- Chao Chen
- Richard Abelha vai Tony
- Liza Del Dala
- Jade Mascarenhas
- Fernanda Lasevicth
- Regiana Antonini vai Maninha
- Luciano Mallmann

### Khách mời
- Sergio Guizé vai Átila[4]
- Luan Argollo vai Bruno